# Відслонення білокоровицьких кварцитів
Відсло́нення білокоро́вицьких кварци́тів — геологічна пам'ятка природи місцевого значення в Україні. Об'єкт природно-заповідного фонду Житомирської області. 
Розташована в межах Олевського району Житомирської області, біля села Рудня-Озерянська. 
Площа 0,5 га. Статус надано згідно з рішенням Житомирської облради від 17.09.1998 року. Перебуває у віданні ДП «Білокоровицьке ЛГ» (Озерянське л-во кв. 37, вид. 14). 
Статус надано для збереження відслонення унікальних середньо- і дрібнозернистих кварцитів світлого рожевувато-сірого кольору, які відносяться до білокоровицької свити метаморфізичних осадових порід нижнього протерозою. Відслонення розташоване в уступі заввишки 3 м.